# Петро-Іванівська сільська рада
Петро́-Іва́нівська сільська́ ра́да — адміністративно-територіальна одиниця та орган місцевого самоврядування у Дворічанському районі Харківської області. Адміністративний центр — село Петро-Іванівка.

## Загальні відомості
- Петро-Іванівська сільська рада утворена 4 лютого 1943 року.
- Територія ради: 52,638 км²
- Населення ради: 803 особи (станом на 2001 рік)
- Територією ради протікає річка Нижня Дворічна.

## Населені пункти
Сільській раді підпорядковані населені пункти:
- с. Петро-Іванівка
- с. Митрофанівка
- с. Нововасилівка
- с. Новомлинськ
- с. Фиголівка

### Колишні населені пункти
- Корінне

## Склад ради
Рада складається з 12 депутатів та голови.
- Голова ради: Гончарук Надія Прокофіївна
- Секретар ради: Мардарь Лариса Окимівна

### Керівний склад попередніх скликань
| Прізвище, ім'я, по батькові | Основні відомості                                                         | Дата обрання | Дата звільнення |
| --------------------------- | ------------------------------------------------------------------------- | ------------ | --------------- |
| Гончарук Надія Прокофіївна  | Сільський голова, 1964 року народження, освіта вища, позапартійна         | 26.03.2006   | 31.10.2010      |
| Гончарук Надія Прокофіївна  | Сільський голова, 1964 року народження, освіта вища, член Партії регіонів | 31.10.2010   |                 |

Примітка: таблиця складена за даними сайту Верховної Ради України

### Депутати
За результатами місцевих виборів 2010 року депутатами ради стали:

#### За суб'єктами висування
| Суб'єкт висування                                       | Кількість обраних депутатів | %    |
| ------------------------------------------------------- | --------------------------- | ---- |
| Партія регіонів                                         | 8                           | 66,7 |
| Політична партія Всеукраїнське об'єднання «Батьківщина» | 3                           | 25   |
| Самовисування                                           | 1                           | 8,3  |

#### За округами
| № округу                                                | Прізвище, ім'я, по батькові       | Дата визнання обраним | Освіта  | Партійна приналежність | Відомості про обраного депутата                          |
| ------------------------------------------------------- | --------------------------------- | --------------------- | ------- | ---------------------- | -------------------------------------------------------- |
| Партія регіонів                                         |                                   |                       |         |                        |                                                          |
| 2                                                       | Єрмакова Олена Анатоліївна        | 04.11.2010            | середня | позапартійна           | тимчасово не працює                                      |
| 3                                                       | Васютенко Андрій Вікторович       | 04.11.2010            | середня | член Партії регіонів   | тимчасово не працює                                      |
| 4                                                       | Васильєва Любов Іванівна          | 04.11.2010            | середня | позапартійна           | пенсіонер                                                |
| 6                                                       | Глущенко Олександр Леонідович     | 04.11.2010            | вища    | член Партії регіонів   | Петро-Іванівська загальноосвітня школа, вчитель          |
| 7                                                       | Мардарь Лариса Якимівна           | 04.11.2010            | середня | позапартійна           | Петро-Іванівська сільська рада, секретар                 |
| 8                                                       | Кришталь Валентина Степанівна     | 04.11.2010            | середня | позапартійна           | Петро-Іванівська сільська рада, техпрацівник             |
| 9                                                       | Ткачова Світлана Михайлівна       | 04.11.2010            | вища    | позапартійна           | Петро-Іванівська сільська рада, головний бухгалтер       |
| 11                                                      | Удовик Галина Миколаївна          | 04.11.2010            | вища    | позапартійна           | Петро-Іванівська сільська рада, спеціаліст ІІ категорії  |
| Політична партія Всеукраїнське об'єднання «Батьківщина» |                                   |                       |         |                        |                                                          |
| 1                                                       | Тимошенко Наталія Дмитрівна       | 04.11.2010            | середня | позапартійна           | Петро-Іванівське відділення поштового зв'язку, листоноша |
| 5                                                       | Ломакіна Тетяна Іванівна          | 04.11.2010            | середня | позапартійна           | Дворічанський територіальний центр, соціальний працівник |
| 12                                                      | Решетнікова Наталія Олександрівна | 04.11.2010            | вища    | позапартійна           | Петро-Іванівська загальноосвітня школа, вчитель          |
| Самовисування                                           |                                   |                       |         |                        |                                                          |
| 10                                                      | Солощенко Наталія Олександрівна   | 04.11.2010            | середня | позапартійна           | тимчасово не працює                                      |